# Лов на јелене
„Лов на јелене” је југословенски филм из 1972. године. Режирао га је Фадил Хаџић који је написао и сценарио.

## Улоге
| Глумац            | Улога                |
| ----------------- | -------------------- |
| Александер Кросл  | Иван Шушњар          |
| Борис Дворник     | Конобар Зељо         |
| Силвана Арменулић | Певачица Сека        |
| Миха Балох        | Начелник милиције    |
| Фрањо Мајетић     | Бријач               |
| Мато Ерговић      | Јоза Викулић         |
| Фабијан Шоваговић | Здравко              |
| Санда Лангерхолц  | Шушњарева сестра     |
| Звонко Лепетић    | Иследник Андрија     |
| Адем Чејван       | Коста                |
| Реља Башић        | Адвокат Јањић        |
| Иво Сердар        | Рецепционар          |
| Илија Ивезић      | Провокатор           |
| Тонко Лонза       | Доктор               |
| Лена Политео      | Странка код адвоката |
| Љубо Капор        | Ухапшеник            |
| Иво Фици          |                      |

Остале улоге  ▼
| Глумац            | Улога                 |
| ----------------- | --------------------- |
| Фрањо Фрук        | Железничар            |
| Мирко Швец        | Чиновник у банци      |
| Винко Лисјак      | Благајник у Трикотажи |
| Марија Алексић    | Шанкерица Марица      |
| Велимир Кековић   | Милицајац             |
| Марија Гемл       | Начелникова тајница   |
| Јагода Краљ       | Викулићева кћер       |
| Дане Георгијевски | Госпон Марешић        |
| Томислав Липљин   | Гост у ресторану      |
| Добрила Бисер     | Хотелска куварица     |
| Анте Краљевић     | Примаријус            |
| Људевит Геровац   | Странка код бријача   |
| Иван Ловричек     |                       |
| Звонко Зунгул     | Гост у ресторану      |